# Elisa Brocard
Elisa Brocard (* 27. Oktober 1984 in Aosta) ist eine ehemalige italienische Skilangläuferin.

## Werdegang
Brocard nahm von 2001 bis 2022 an Wettbewerben der Fédération Internationale de Ski teil. Ab 2005 trat sie beim Alpencup an. Dabei holte sie fünf Siege und errang in der Saison 2009/10 den sechsten Rang und in der Saison 2019/20 den dritten Platz in der Gesamtwertung. Ihr erstes Weltcuprennen lief sie im Dezember 2006 in Cogne, welches sie mit dem 66. Platz über 10 km klassisch beendete. Ihren ersten Weltcuppunkt holte sie im März 2008 in Bormio mit dem 30. Platz über 2,5 km Freistil. Im Dezember 2008 erreichte sie in Düsseldorf mit dem 16. Platz im Sprint ihr bisher bestes Weltcupeinzelergebnis. Bei den nordischen Skiweltmeisterschaften 2009 in Liberec belegte sie den 32. Platz im Sprint. Die Tour de Ski 2009/2010 beendete sie auf den 27. Platz in der Gesamtwertung. Bei den Olympischen Winterspielen 2010 in Vancouver erreichte sie den 43. Rang im Sprint. Auf den 46. Platz im Sprint kam sie bei den nordischen Skiweltmeisterschaften 2011 in Oslo. Bei der Tour de Ski 2011/12 und Tour de Ski 2013/14 erreichte sie den 23. und den 30. Platz in der Gesamtwertung. Ihre besten Platzierungen bei den Olympischen Winterspielen 2014 in Sotschi waren der 13. Platz im 30-km-Massenstartrennen und der achte Platz in der Staffel. In der Saison 2015/16 startet sie bei Skimarathon-Rennen. Dabei belegte sie im Januar 2016 beim La Foulée Blanche und beim Dolomitenlauf jeweils den zweiten Platz. Im Februar 2016 siegte sie beim Marcia Gran Paradiso über 45 km klassisch und über 45 km Freistil. Anfang April 2016 wurde sie Dritte beim Ugra Ski Marathon und erreichte zum Saisonende den zweiten Platz in der Gesamtwertung des Worldloppet Cups. In der Saison 2016/17 errang sie den 21. Platz bei der Tour de Ski 2016/17 und den 34. Rang beim Weltcup-Finale in Québec. Beim Saisonhöhepunkt den nordischen Skiweltmeisterschaften 2017 in Lahti kam sie auf den 30. Platz im Skiathlon, auf den 15. Rang im 30-km-Massenstartrennen und auf den neunten Platz mit der Staffel. In der folgenden Saison kam sie auf den 17. Platz bei der Tour de Ski 2017/18 und auf den 20. Rang beim Weltcupfinale in Falun. Ihre besten Resultate bei den Olympischen Winterspielen 2018 in Pyeongchang waren der 26. Platz im Skiathlon und der neunte Rang mit der Staffel und bei den nordischen Skiweltmeisterschaften 2019 in Seefeld in Tirol der zehnte Platz im Sprint und der siebte Rang mit der Staffel. In der Saison 2019/20 errang sie den 37. Platz bei der Tour de Ski 2019/20 und den 24. Platz bei der Skitour. Bei den Rollerski-Weltmeisterschaften 2021 im Val di Fiemme gewann sie die Silbermedaille im Teamsprint. In ihrer letzten Saison als aktive Sportlerin 2021/22 gewann sie den Toblach–Cortina-Lauf und wurde beim Transjurassienne Zweite sowie beim Engadin Skimarathon Vierte.

## Teilnahmen an Weltmeisterschaften und Olympischen Winterspielen

### Olympische Spiele
- 2010 Vancouver: 43. Platz Sprint klassisch
- 2014 Sotschi: 8. Platz Staffel, 13. Platz 30 km Freistil Massenstart, 32. Platz 15 km Skiathlon, 40. Platz 10 km klassisch
- 2018 Pyeongchang: 9. Platz Staffel, 15. Platz Teamsprint Freistil, 26. Platz 15 km Skiathlon, 27. Platz 30 km klassisch Massenstart, 29. Platz 10 km Freistil

### Nordische Skiweltmeisterschaften
- 2009 Liberec: 32. Platz Sprint Freistil
- 2011 Oslo: 46. Platz Sprint Freistil
- 2017 Lahti: 9. Platz Staffel, 15. Platz 30 km Freistil Massenstart, 30. Platz 15 km Skiathlon
- 2019 Seefeld in Tirol: 7. Platz Staffel, 10. Platz Sprint Freistil, 14. Platz 15 km Skiathlon, 20. Platz 30 km Freistil Massenstart

## Siege bei Continental-Cup-Rennen
| Nr. | Datum             | Ort         | Disziplin                 | Serie    |
| --- | ----------------- | ----------- | ------------------------- | -------- |
| 1.  | 13. März 2010     | Rogla       | 5 km klassisch Mst.       | Alpencup |
| 2.  | 14. März 2010     | Rogla       | 10 km Freistil Verfolgung | Alpencup |
| 3.  | 22. Dezember 2018 | Valdidentro | 10 km Freistil            | Alpencup |
| 4.  | 8. Dezember 2019  | Pokljuka    | 10 km Freistil            | Alpencup |
| 5.  | 9. Februar 2020   | Piancavallo | 7,5 km Freistil           | Alpencup |

## Platzierungen im Weltcup

### Weltcup-Statistik
Die Tabelle zeigt die erreichten Platzierungen im Einzelnen.
- 1.–3. Platz: Anzahl der Podiumsplatzierungen
- Top 10: Anzahl der Platzierungen unter den ersten zehn
- Punkteränge: Anzahl der Platzierungen innerhalb der Punkteränge
- Starts: Anzahl gelaufener Rennen in der jeweiligen Disziplin
- Hinweis: Bei den Distanzrennen erfolgt die Einordnung gemäß FIS.

| Platzierung         | Distanzrennen a | Distanzrennen a | Distanzrennen a | Distanzrennen a | Distanzrennen a | Skiathlon Verfolgung | Sprint | Etappen- rennen b | Gesamt | Team   | Team    |
| Platzierung         | ≤ 5 km          | ≤ 10 km         | ≤ 15 km         | ≤ 30 km         | > 30 km         | Skiathlon Verfolgung | Sprint | Etappen- rennen b | Gesamt | Sprint | Staffel |
| ------------------- | --------------- | --------------- | --------------- | --------------- | --------------- | -------------------- | ------ | ----------------- | ------ | ------ | ------- |
| 1. Platz            |                 |                 |                 |                 |                 |                      |        |                   |        |        |         |
| 2. Platz            |                 |                 |                 |                 |                 |                      |        |                   |        |        |         |
| 3. Platz            |                 |                 |                 |                 |                 |                      |        |                   |        |        |         |
| Top 10              |                 | 1               |                 |                 |                 |                      |        |                   | 1      | 2      | 4       |
| Punkteränge         | 8               | 20              | 5               | 2               | 1               | 14                   | 20     | 9                 | 79     | 6      | 7       |
| Starts              | 15              | 44              | 6               | 2               | 1               | 33                   | 61     | 14                | 176    | 6      | 7       |
| Stand: Karriereende |                 |                 |                 |                 |                 |                      |        |                   |        |        |         |

### Weltcup-Gesamtplatzierungen
| Saison  | Gesamt | Gesamt | Distanz | Distanz | Sprint | Sprint |
| Saison  | Punkte | Platz  | Punkte  | Platz   | Punkte | Platz  |
| ------- | ------ | ------ | ------- | ------- | ------ | ------ |
| 2007/08 | 1      | 108.   | –       | –       | 1      | 82.    |
| 2008/09 | 27     | 68.    | –       | –       | 27     | 48.    |
| 2009/10 | 44     | 74.    | 13      | 78.     | 15     | 68.    |
| 2010/11 | 34     | 72.    | 10      | 70.     | 24     | 54.    |
| 2011/12 | 155    | 44.    | 70      | 40.     | 41     | 43.    |
| 2012/13 | 1      | 119.   | 1       | 86.     | –      | –      |
| 2013/14 | 29     | 89.    | 25      | 60.     | –      | –      |
| 2014/15 | –      | –      | –       | –       | –      | –      |
| 2015/16 | –      | –      | –       | –       | –      | –      |
| 2016/17 | 86     | 54.    | 46      | 48.     | –      | –      |
| 2017/18 | 175    | 38.    | 95      | 29.     | 2      | 74.    |
| 2018/19 | 95     | 59.    | 63      | 43.     | 18     | 52.    |
| 2019/20 | 69     | 54.    | 31      | 50.     | 7      | 70.    |
| 2020/21 | 17     | 86.    | 3       | 87.     | 14     | 62.    |
| 2021/22 | 16     | 83.    | 5       | 77.     | 11     | 61.    |